# Classe Iwo Jima
La classe Iwo Jima est une classe de navires d'assaut amphibie (Landing Platform Helicopter selon la liste des codes des immatriculations des navires de l'US Navy), les premiers conçus spécialement pour ce type de missions. Ils furent construits à 7 exemplaires. Commissionnés de 1961 à 1970, ils sont retirés du service de 1993 à 2002 et remplacés par les navires d'assaut amphibies polyvalents (Landing Helicopter Assault en anglais) de classe Tarawa, disposant d'un radier.

## Caractéristiques
Les navires de cette classe sont étudiés pour le transport et le débarquement de vive force de jusqu'à 2 090 marines dont 190 officiers (1 750 en pratique). Ils disposent de deux ascenseurs latéraux, un à tribord arrière et un bâbord avant et jusqu'à 7 hélicoptères peuvent opérer simultanément sur le pont d'envol.
Le coût de construction est d'environ 40 millions de dollars pour les premiers navires (
330 millions actuels)  et ils subiront de nombreuses mises à jour au cours de leur carrière.

## Liste des navires
- USS Iwo Jima (LPH-2) ; désarmé le 14 juillet 1993 puis vendu à la démolition le 18 décembre 1995. Il a récupéré les astronautes de la mission Apollo 13 le 17 avril 1970.
- USS Okinawa (LPH-3) ; utilisé comme navire cible, coulé le 6 juin 2002 par une ou deux torpilles Mk-48 lancées par le sous-marin de classe Los Angeles USS Portsmouth.
- USS Guadalcanal (LPH-7) ;utilisé comme navire cible, coulé le 19 mai 2005.
- USS Guam (LPH-9) ; utilisé comme navire cible, coulé le 16 octobre 2001 par plusieurs missiles et bombes lancés par le groupe aérien du USS John F. Kennedy (CV-67)
- USS Tripoli (LPH-10) ; a été endommagé par une mine irakienne le 18 février 1991 qui a fait un trou de 4 m sur 5 dans la coque et blessé 4 marins. Après 20 h de lutte pour stabiliser le navire, il a pu reprendre ses opérations et sept jours après s'est fait réparé à Bahreïn. Les travaux ont duré 30 jours et coûté 5 millions de dollars. Désarmé le 15 septembre 1995 puis utilisé comme plateforme lance-missiles balistiques pour essais en octobre 2007.
- USS New Orleans (LPH-11) ; utilisé comme cible, coulé le 10 juillet 2010 par 7 AGM-84 Harpoon, une bombe de 227 kg et de nombreux obus de 127 mm.
- USS Inchon (LPH-12) ; converti en navire de lutte antimines (MCS-12) en 1996. Utilisé comme navire cible et coulé le 5 décembre 2004.